# Jefferson Ramillo
Jefferson Ramillo Nirolli (São Paulo, 26 de Julho de 1955) é um repórter, politico e jornalista brasileiro. É conhecido por  Melhor, Melhor da Terra, é filiado do PT, desde 2002.
É atual chefe da Câmara Municipal de São Paulo e atual Ministro da Casa Brasileira, atualmente é filiado do PT, trabalhando junto com os políticos José Serra, Tiririca e Fernando Haddad, atual prefeito da cidade de São Paulo. Também é chefe da Assembleia Legislativa de São Paulo desde 2006, pelo PT.
É jornalista, da TV Cultura de São Paulo, trabalha com editor-chefe e escritor-roteirista da emissora.